# Agrionympha
Agrionympha là một chi bướm đêm nguyên thủy, nhỏ, màu kim loại thuộc bộ Lepidoptera, trong họ Micropterigidae.

## Các loài
- Agrionympha capensis Whalley, 1978
- Agrionympha fuscoapicella Gibbs, 2011
- Agrionympha jansella Gibbs, 2011
- Agrionympha karoo Gibbs, 2011
- Agrionympha kroonella Gibbs, 2011
- Agrionympha pseliacma Meyrick, 1921
- Agrionympha pseudovari Gibbs, 2011
- Agrionympha sagittella Gibbs, 2011
- Agrionympha vari Whalley, 1978